# Nancy Wake
Pour les articles homonymes, voir Wake.
Nancy Wake (née à Wellington le 30 août 1912 et morte à Kingston upon Thames le 7 août 2011) est une journaliste australienne engagée dans la Résistance française pendant la Seconde Guerre mondiale.
D'abord active dans le réseau Pat O'Leary, elle est ensuite recrutée par le Special Operations Executive. Surnommée « la Souris blanche », elle est également connue, par ses mariages, sous les noms de Nancy Fiocca et Nancy Forward.
Elle est la résistante la plus décorée de la Seconde Guerre mondiale et son histoire a inspiré plusieurs films et séries.

## Identités
- État civil : Nancy Grace Augusta Wake ; épouse Fiocca puis Forward.
- Comme agent du réseau d’évasion Pat O'Leary (1940-1943) : Souris blanche (surnom donné par les Allemands)
- Comme agent du SOE, section F (1944) :
  - Nom de terrain (field name) : « Hélène »
  - Nom de code opérationnel : WITCH (en français « SORCIÈRE »)
  - Identité de couverture : Lucienne Suzanne Carlier, Française, née le 22 août 1918 à Bergues (Nord), domiciliée à Rieux[1].

Parcours militaire : 1) FANY ; 2) SOE, section F : grade : enseigne
- - Autre pseudonyme : Andrée[2]

## Biographie

### Jeunesse et formation
De nationalité australienne, Nancy Grace Augusta Wake naît le 30 août 1912 à Wellington, en Nouvelle-Zélande. Ses parents sont Charles Augustus Wake et Rosieur Ella Wake. Elle est la cadette de leurs 6 enfants.
Sa famille s'installe en Australie lorsqu’elle n'a que deux ans. Elle passe son enfance à Sydney.
Après ses études, elle parcourt le monde : elle part à Vancouver, puis à New York, avant de débarquer à Liverpool.[réf. nécessaire]
Elle s'inscrit à Londres dans l'école de journalisme Queen's College for Journalism dont elle sort diplômée au début de l'hiver 1934 où elle apprend notamment la sténographie selon la méthode Pitman shorthand qui lui permet de décrocher un travail au sein du groupe de presse Hearst.
Elle devient ensuite correspondante de presse à Paris où elle s'installe.
En 1935, son journal l'envoie à Vienne puis Berlin en 1935 où elle décroche l’interview d’Adolf Hitler qui vient d'accéder au pouvoir. Lors de son voyage, elle assiste à des scènes antisémites, qui sont à l'origine de son engagement. « Elle avait vu des juifs enchaînés à une roue, fouettés par des soldats. “Lorsque nous avons quitté la ville, ils nous ont pris nos photos. C'était ma première expérience avec Hitler” », racontait-elle.
Lors d'un voyage à Marseille en 1936, elle rencontre l'industriel français Henri Fiocca. Au début de l'année 1939, Henri la demande en mariage et elle accepte. Durant l'été, elle passe ses vacances avec lui à Cannes. Ayant renoncé à son appartement de Paris pour aller dans le Midi, elle loue une maison dans une station thermale en Angleterre pour y passer quelque temps avant de faire sa vie en France. Elle est à Londres lorsque survient la déclaration de guerre (le 3 septembre 1939). Dès le lendemain, elle décide de retourner en France, dans le Midi. Le 30 novembre 1939, elle épouse Henri Fiocca à l'hôtel du Louvre à Marseille.

### Seconde Guerre mondiale
Lorsque la Seconde Guerre mondiale éclate, Henri Fiocca est mobilisé et Nancy Wake s'engage comme ambulancière. À propos de son engagement, elle déclare : « Je déteste la guerre mais je ne vois pas pourquoi les femmes se contenteraient de tricoter des bonnets à leurs maris après leur avoir dit au revoir ».

#### Réseau Pat O'Leary
Depuis Marseille, le duo recueille des pilotes anglais abattus en France au cours de leurs missions, les soigne et les exfiltre pour qu’ils puissent reprendre le combat.
Nancy Wake rejoint la Résistance intérieure française dans le réseau d’évasion Pat O'Leary, et assure la fonction de courrier auprès d'Ian Garrow et d'Albert Guérisse. Quand Ian Garrow est arrêté en octobre 1941, puis condamné à dix ans de détention, elle aide à son évasion de la prison de Mauzac (Dordogne), qui réussit le 8 décembre 1942. C’est dans cette période que la Gestapo, qui la recherche sans connaître son identité, la surnomme la « Souris blanche ». Albert Guérisse (alias Pat O'Leary) est arrêté le 2 mars 1943. Nancy Wake est arrêtée à son tour. Après avoir été torturée puis libérée (les Allemands n'ayant pas réussi à établir sa vraie identité), elle quitte la France pour l'Angleterre, via les Pyrénées, l'Espagne (Besalú au Pays Basque, puis Madrid), puis Gibraltar et l'Écosse.
Son époux Henri Fiocca, resté en France, meurt en détention le 16 octobre 1943 après avoir été capturé et torturé par la Gestapo.
En 1944, devenue agent secret du Special Operations Executive, Nancy Wake suit l'entraînement, puis est envoyée en mission en France.

#### Avec le SOE
Wake se voit confier la mission d'être le courrier du réseau Freelance de John Hind Farmer, « Hubert », en Auvergne, pour participer à la préparation du soulèvement armé qui doit coïncider avec le débarquement en Normandie. Au printemps 1944, Nancy Wake est parachutée en Auvergne. Elle rejoint les maquis pour mettre en place et organiser la livraison des armes et de l'équipement nécessaires aux résistants qui s'y trouvent,.
Le groupe de Nancy a perdu sa radio lors d'un raid des troupes allemandes. Elle parcourt alors plusieurs centaines de kilomètres à bicyclette et/ou à pied (la distance et le mode de déplacement varient selon les sources) pour aller chercher un autre opérateur de radio,. 
En juin 1944, elle dirige l’attaque du local de la Gestapo de Montluçon, tuant elle-même une sentinelle allemande. À la fin de l’été 1944, elle rentre en Angleterre.

### Après la guerre
Nancy Wake reçoit plusieurs médailles, dont la Croix de chevalier de la Légion d'honneur et la Croix de guerre avec 3 citations, devenant la femme la plus décorée de la Seconde Guerre mondiale,.
Elle retourne en Australie en 1948.
En 1957, elle épouse John Forward. Elle repart en Australie dans les années 1960 jusqu’en 2006,. À la mort de son mari, elle retourne au Royaume-Uni.

### Mort

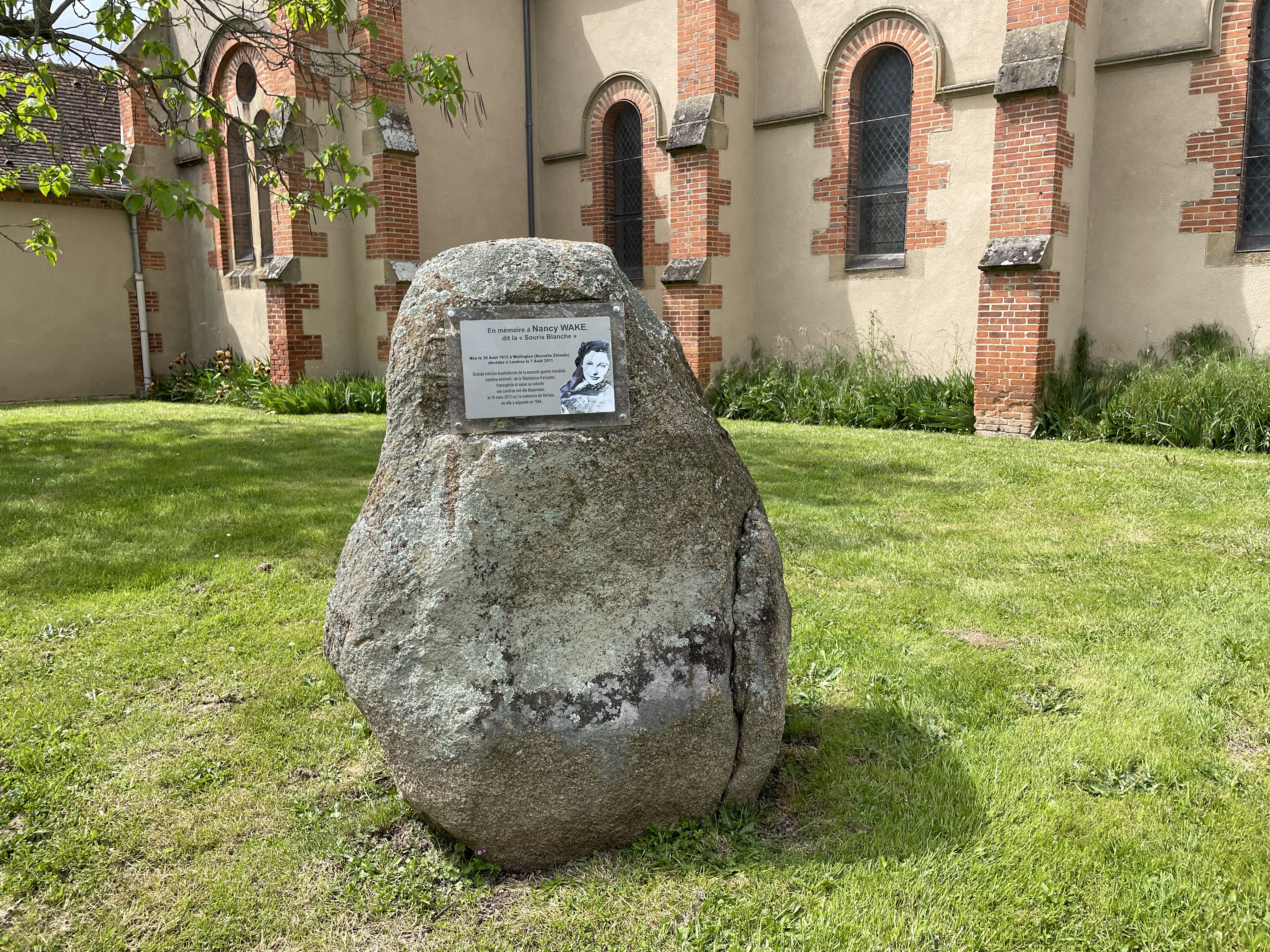
Stèle Nancy Wake

Elle meurt à Londres le 7 août 2011,. Le 10 mars 2013, conformément à ses volontés, ses cendres sont dispersées à Verneix (Allier), près de Montluçon, dans le secteur où elle a effectué sa mission en 1944,.

## Publication
Nancy Wake a publié le récit de son action dans l’ouvrage suivant :
- (en) The White Mouse, Nancy Forward, Australie, 1985
  - Traduction française : La Gestapo m’appelait la souris blanche - Une Australienne au secours de la France, traduit et adapté de l’anglais par Anne et Alain Malraux, postface de Catherine McLean, éditions du Félin, Paris, 2001,  (ISBN 2-86645-402-2) ; en Félin poche, collection Résistance, Liberté-Mémoire, Paris, 2004.

## Reconnaissance

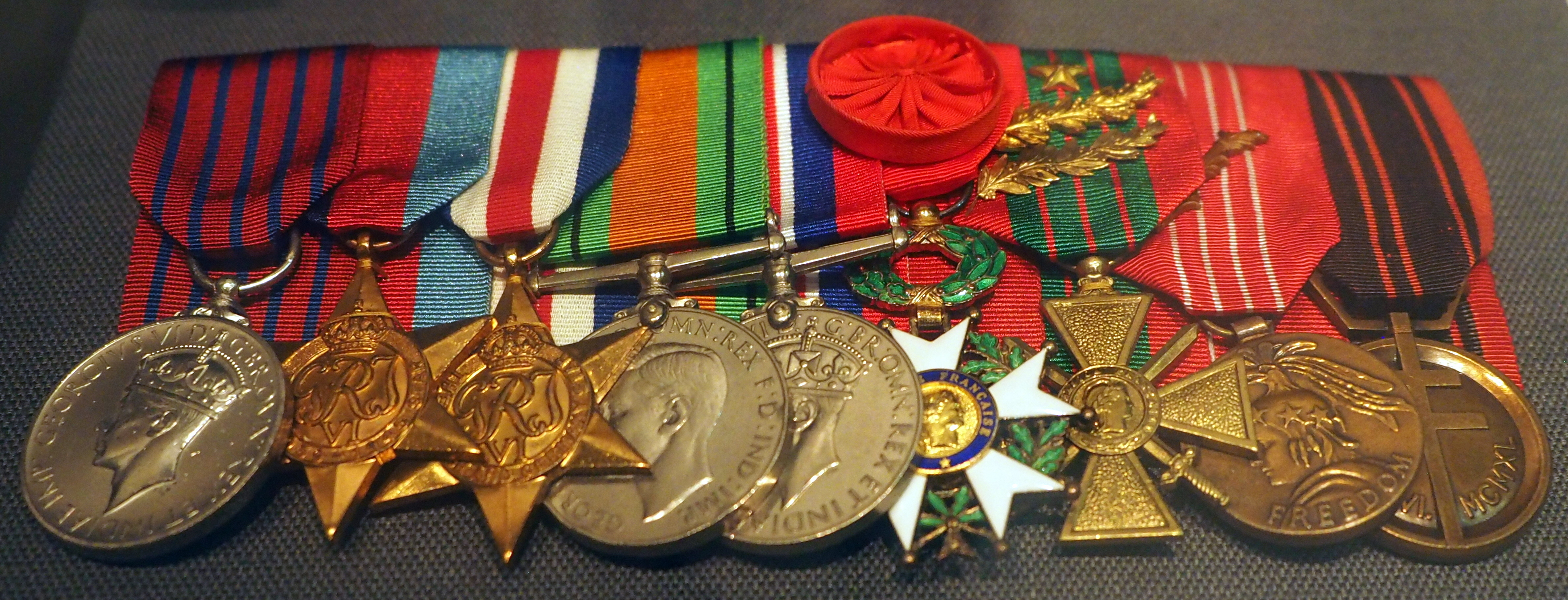
Médailles obtenues par Nancy Wake.

### Distinctions
Nancy Wake est la résistante la plus décorée de la Seconde Guerre mondiale.
| Ruban                                     | Origine          | Intitulé                            | Date            | Commentaires et références |
| ----------------------------------------- | ---------------- | ----------------------------------- | --------------- | --- |
| Ribbon of the AC                          | Australie        | Compagnon de l'Ordre d'Australie    | 22 février 2004 | Citation : « The award recognises the significant contribution and commitment of Nancy Wake, stemming from her outstanding actions in wartime, in encouraging community appreciation and understanding of the past sacrifices made by Australian men and women in times of conflict, and to a lasting legacy of peace ». |
| Ribbon of the GM                          | Royaume-Uni      | Médaille de George                  | 17 juillet 1945 | FANY : opérations spéciales en France , |
| Ribbon of the 1939-1945 Star              | Commonwealth     | 1939-45 Star                        |                 | [ 27 ] |
| Ribbon of the France & Germany Star       | Commonwealth     | France and Germany Star             |                 | [ 28 ] |
| Ribbon of the Defence Medal               | Royaume-Uni      | Defence Medal 1939-45               |                 | [ 28 ] |
| Ribbon of the War Medal                   | Royaume-Uni      | War Medal 1939-1945                 |                 | [ 28 ] |
| Ribbon of the Legion of Honor – Chevalier | France           | Chevalier de la Légion d'honneur    | 1970            | [ 29 ] |
| Ribbon of the Legion of Honor – Officier  | France           | Officier de la Légion d'honneur     | 1988            | [ 29 ] |
| Ruban de la croix de guerre               | France           | Croix de Guerre 1939-1945           |                 | avec deux palmes et une étoile d’argent , |
| Ribbon of the PMOF                        | États-Unis       | Médaille de la Liberté              |                 | avec une palme de bronze. (987 avec palmes de bronze ont été attribuées durant la Seconde Guerre mondiale) , |
| Ruban de la Médaille de la Résistance     | France           | Médaille de la Résistance           |                 | par décret du 31 mars 1947 sous le nom de Fiocca Nancy Grace Augusta,. |
|                                           | Nouvelle-Zélande | RSA Badge in Gold (« Badge en or ») | 2006            | Attribué par la Royal New Zealand Returned and Services’ Association |

### Monument
À Verneix, une plaque rend hommage à la mémoire de Nancy Wake (agent Hélène-WITCH). Elle est apposée sur un rocher, devant la mairie.

### Dans la culture populaire

#### Astéroïde
L'astéroïde (17038) Wake est nommé en son honneur.

#### Fictions
- Le personnage principal du roman Charlotte Gray de Sebastian Faulks (1998), tout comme celui incarné par Cate Blanchett dans le film homonyme réalisé par Gillian Armstrong (2001), est en partie inspiré de sa vie[20].
- Une mini-série anglaise portant son nom, diffusée en 1987, raconte son histoire[38].
- La bande dessinée écrite par Julien Hervieux et dessinée par Virginie Augustin présente plusieurs femmes, dont Nancy Wake[39].

### Documentaires
- (en) Nancy Wake Codename: The White Mouse (1987) réalisé par Neil Brown, The White Mouse Film Productions[40]
- (en) Lady Spy - Nancy Wake (2006), épisode de la série documentaire Kiwis at War, réalisé par John Hagen, The Gibson Group[41]
- (en) Nancy Wake, the White Mouse (2014), réalisé par Mike Smith, The Gibson Group[42],[43].